# RABDe 500
La rame RABDe 500 fait partie des ICN (InterCity Neigezug, InterCity pendulaire en français), catégorie de train et matériel roulant des Chemins de fer fédéraux suisses. Il a été développé dans le cadre du projet Rail 2000, qui prévoyait de remodeler en profondeur le transport ferroviaire en Suisse. Cependant, en raison des coûts exorbitants pour la construction de nouvelles lignes à grande vitesse (près de 16,5 milliards de francs suisses), il a été décidé de reporter certains travaux et d'acquérir des rames pendulaires, plus rapides sur une infrastructure déjà existante. En 1996, les CFF commandent à un consortium formé d'ADtranz, Fiat Ferroviaria, SIG et Schindler Waggon une première série de 24 rames, avec 20 rames en option pour une mise en service s'échelonnant jusqu'en 2005.

## Historique
Les premiers essais se déroulèrent en 1999 avec la rame 000-5. Aujourd’hui, il existe 44 exemplaires de RABDe 500 (numérotés de 000 à 043).
La première série (de 000 à 023) a été mise en service de 2000 à 2002 et la deuxième (024 à 043) de 2003 à 2006.
Elle commença sa carrière le 28 mai 2000 sur la relation du Pied-du-Jura : Genève-Aéroport – Lausanne – Neuchâtel – Bienne – Zürich HB – St. Gallen
- Mise au point : ADtranz, Schindler Waggon ;
- Système d’inclinaison : développé par SIG ;
- Design aérodynamique : Pininfarina.

### Choix de la pendulation
À l'égard du matériel roulant traditionnel, l'avantage des trains pendulaires se trouve dans la réduction de durée du voyage sur les lignes sinueuses caractérisant les pays montagneux sans modifications d'infrastructure. Un système de pendulation active abaisse le point de gravité de la voiture et l'incline vers l’intérieur du virage, ce qui autorise le passage des courbes à une vitesse supérieure et permet de gagner 10 à 20 % du temps de parcours.

## Descriptif technique

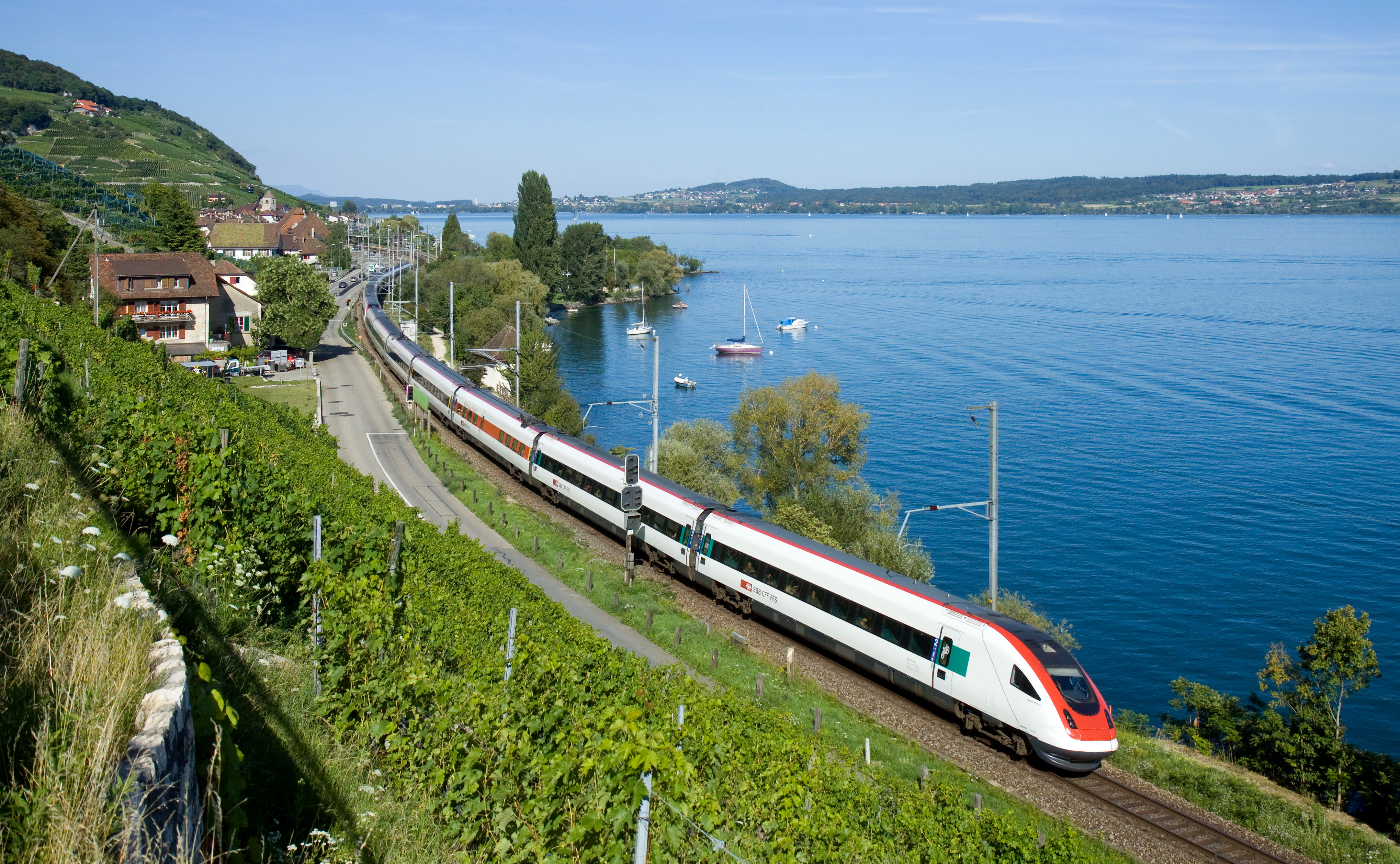
Deux rames pendulaires RABDe 500 des Chemins de fer fédéraux suisses (CFF) roulent sur la Ligne du Pied-du-Jura, à Douanne, dans le canton de Berne, en Suisse. En arrière-plan, le Lac de Bienne.

La RABDe 500 est une rame automotrice (il n'y a pas de locomotive à proprement parler, l'équipement de propulsion est réparti sur toute la longueur du train, sous les planchers). Sa longueur est de 188,8 m et sa largeur de 2,83 m pour un poids de 359 tonnes.
Les RABDe 500 fonctionnent souvent avec unités multiples reliées entre elles, représentant alors une longueur de 380 m. Bien que le nombre de rames reliées ne semble théoriquement pas limité, la législation suisse, interdisant la descente des voyageurs sur les voies, limite ce nombre à 2 unités de facto. La longueur maximale de 400 m des quais en Suisse permet d'accueillir au maximum seize voitures.
Les RABDe 500 possèdent un système d'attelage automatique qui leur est propre, servant à la fois de lien de traction et de transmission de données (BUS train, conduite EP, etc) et d'air comprimé (conduite d'alimentation et conduite générale).
La vitesse maximale commerciale est de 200 km/h, tandis que la vitesse techniquement possible est de 220 km/h. Les RABDe 500 fonctionnent actuellement à 160 km/h sur les lignes conventionnelles à cause de la géométrie des lignes sinueuses du pays. Une autre raison de cette restriction à 160 km/h est la limite de vitesse pour signalisation extérieure sur ligne ZUB. Par contre, sur le tronçon Mattstetten – Rothrist (NBS) et Soleure / Wanzwil – Rothrist (ABS), les trains sont autorisés à rouler à 200 km/h grâce au système ETCS (niveau 2) de signalisation embarquée. C'est également le cas dans le LBT (Lötschberg Basis Tunnel) et dans le GBT (Gotthard Basis Tunnel). En raison de la circulation dense entre Winterthour et Lenzburg, les RABDe 500 roulent à cet endroit à la même vitesse que des trains traditionnels. Sur les autres parties de l'itinéraire, la vitesse est approximativement augmentée de 10 % à 20 %.

### Composition
Une rame est composée de sept voitures :
- Bt 1 500 0## : voiture-pilote comprenant 70 sièges de 2e classe en disposition « Coach » ;
- B 7 500 0## : voiture comprenant 93 sièges de 2e classe en disposition « Coach » ;
- AD 6 500 0## : voiture comprenant :
  - 3 compartiments « business » à 4 sièges (1re classe) ;
  - 1 compartiment fourgon ;
  - 1 compartiment pour le chef de train ;
  - 29 sièges de 1re classe en disposition « Coach », classé zone "silence";
- A 5 500 0## : voiture comprenant 60 sièges de 1re classe en disposition « Coach » ;
- WRA 4 500 0## : voiture-restaurant comprenant :
  - 1 salle de restauration avec 20 places (+ 6 strapontins sur la 1re série) ;
  - 1 cuisine ;
  - 4 compartiments de 1re classe à 6 sièges chacun ;
- B 3 500 0## : voiture comprenant 93 sièges de 2e classe en disposition « Coach » ;
- Bt 2 500 0## : voiture-pilote comprenant 70 sièges de 2e classe en disposition « Coach ».

(remplacer le « ## » par le numéro de la rame !)
| Bt | B | AD | A | WRA | B | Bt |

| 1A' A1' | 1A' A1' | 2' 2' | 2' 2' | 2' 2' | 1A' A1' | 1A' A1' |

Tant en première qu’en deuxième classe, des prises de courant individuelles sont présentes à proximité des sièges. La première comporte également des espaces Business.
Une rame est composée de 125 places en première classe et de 326 places de seconde, soit 451 places par rame. La voiture-restaurant comprend 23 places et 6 strapontins (supprimés dans les rames de la deuxième série).
L’ensemble de ces voitures constitue une rame qui en exploitation normale ne peut être ni diminuée, ni rallongée. Une autre particularité de cette rame est qu’elle peut, pour des raisons de maintenance, être divisée en deux, de façon à former deux demi-rames indépendantes.
Le mécanicien qui assure la conduite prend connaissance dans la cabine de l'état de traction, via l'écran de diagnostic. Il constate s'il a un « demi-train » ou un « train-complet » pour chaque rame de son convoi (le convoi est composé d'une rame ou de deux rames au maximum en unités multiples). Ainsi, il a entre 1 et 4 demi-trains disponibles. Des prescriptions de conduites spécifiques sont à observer lorsqu'un demi-train ou plus ne sont pas disponibles.

### Équipement électrique
La force motrice est électrique et développe 5 200 kW (soit 7 100 ch) pour un couple au démarrage de 210 kN m. Elle est fournie par 8 moteurs de traction.
La rame possède deux pantographes installés au-dessus de la voiture AD 6 500 0## et de la voiture-restaurant (WRA 4 500 0##) pour le captage de l’électricité, dont un seul est levé lors de la marche (en fonctionnent normal, le second dans le sens de marche). Une série de transformateurs, convertisseurs et onduleurs se trouvent sous le plancher des voitures pour ramener la tension de 15 000 V 16,7 Hz venant des caténaires aux différentes tensions utilisées par le train (400 V triphasé pour les équipements auxiliaires, courant de traction de tension et fréquence variables).
Les 8 moteurs sont placés sous les voitures de deuxième classe (2 par voiture) entre les bogies, chaque bogie Bt et B possède donc un seul essieu moteur. Ainsi les voitures de première classe sont épargnées des bruits électriques des moteurs asynchrones et des convertisseurs de traction, bruyants à basse vitesse. La transmission se fait par cardan et accouplement à friction.

### Pendulation
Le RABDe 500 est un train pendulaire qui s'incline en fonction de la vitesse et de la courbe jusqu'à un angle maximum de 8°, selon le brevet Fiat Ferroviaria. La gestion de la pendulation est entièrement informatisée, et, en cas de dérangement, la vitesse du train doit être réduite (passage en catégorie R). Afin d'éviter d'arracher la caténaire, le pantographe doit également s’incliner sur un angle maximal de 6°, mais dans le sens opposé aux caisses.

## Rayon d'action

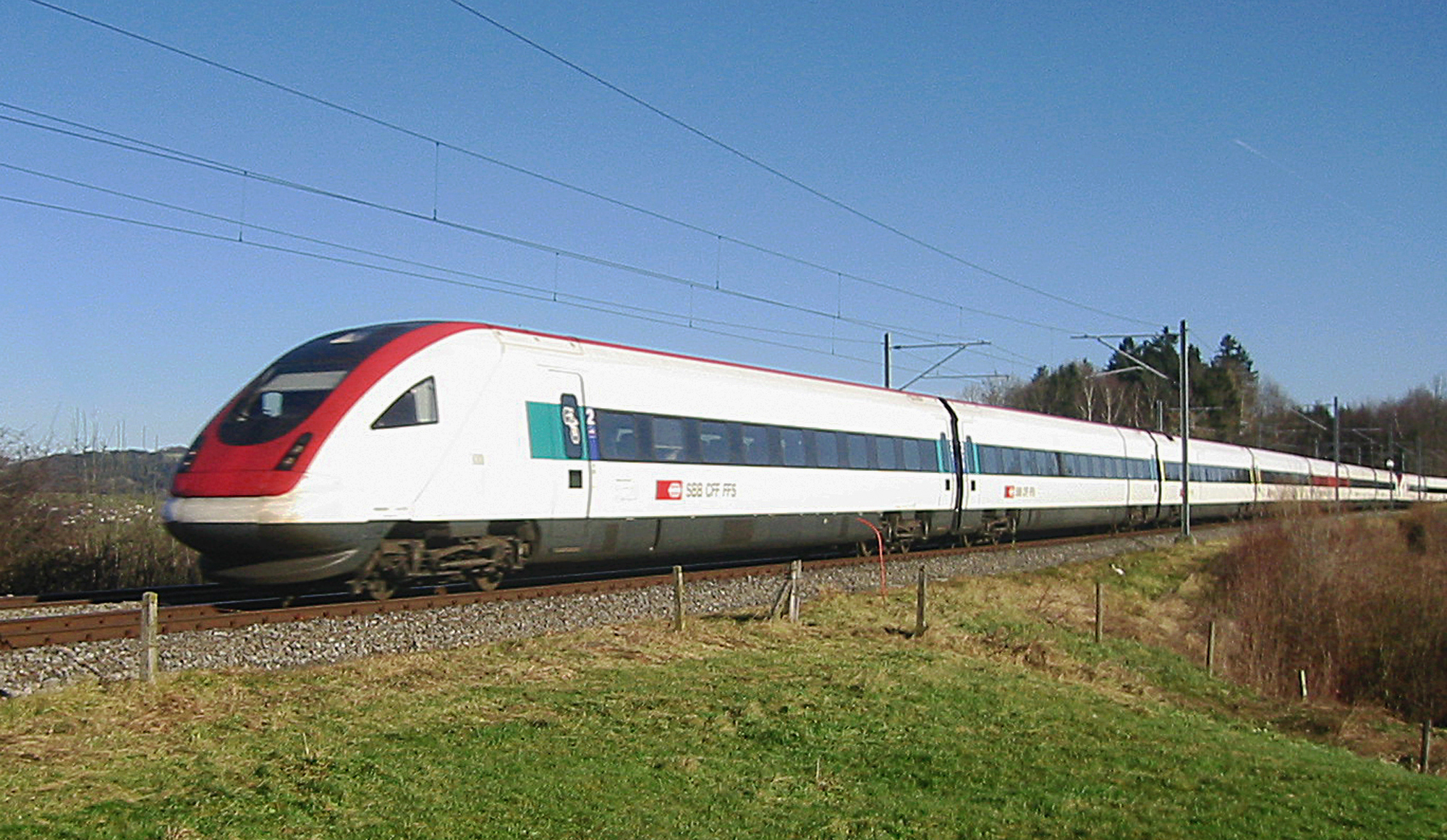
Rame RABDe 500.

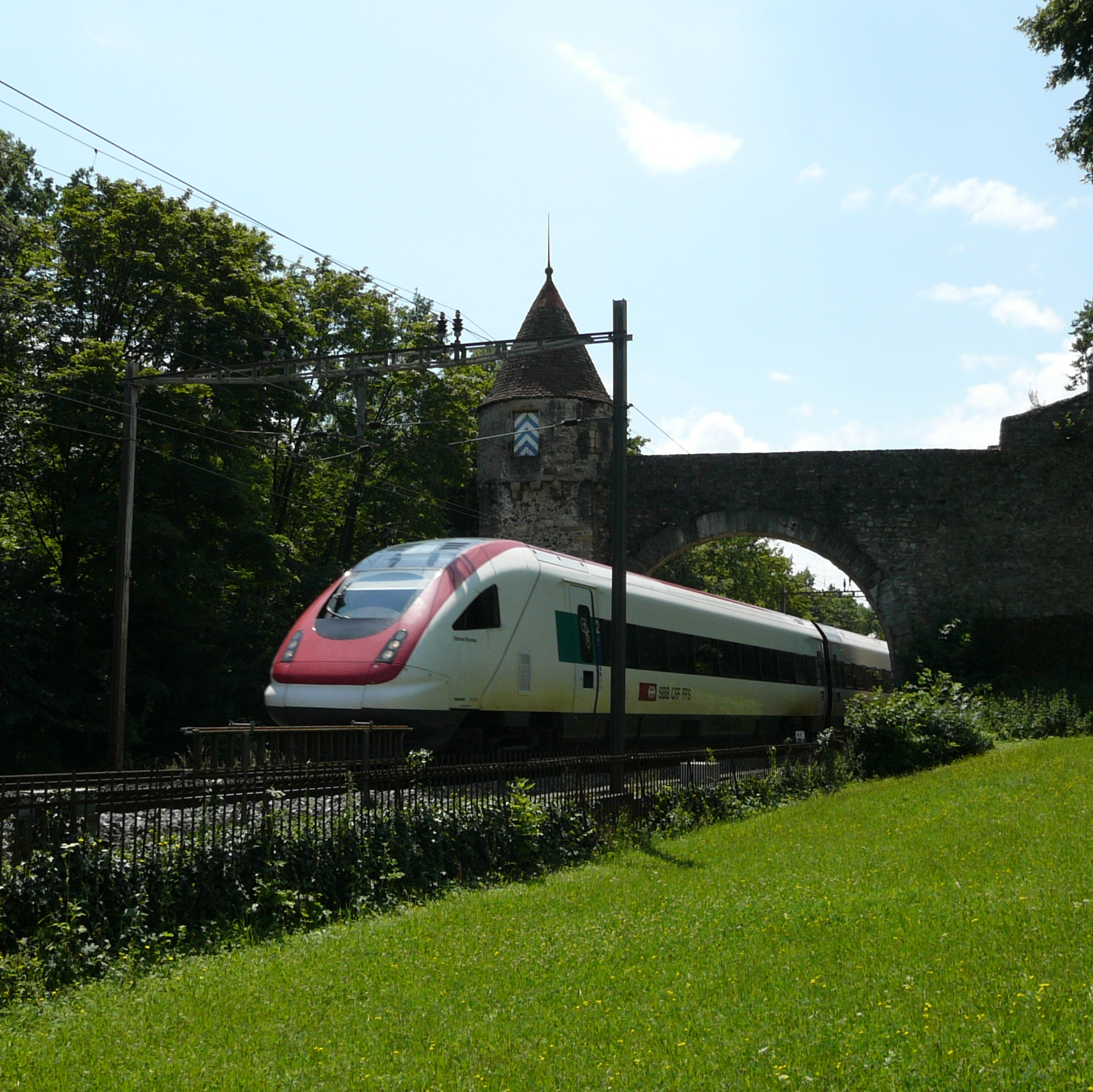
Rame ICN Lausanne-St Gall passant au château de Grandson.

Les RABDe 500 sont engagées la plupart du temps sur les relations ICN, jusqu'à en porter le surnom, mais il leur arrive d'effectuer des relations InterCity (IC) ou InterRegio (IR). A l'horaire 2025-2026, les RABDe 500 circulent sur les lignes suivantes :
- 5 Genève-Aéroport – Genève-Cornavin – Morges / Lausanne – Yverdon-les-Bains – Neuchâtel – Bienne (– Grenchen Sud) – Soleure (– Oensingen) – Olten – Gare centrale de Zurich (– Zurich Aéroport – Winterthour – Saint-Gall – Rorschach)
- 2 Gare centrale de Zurich – Zoug – Arth-Goldau – (Altdorf -) Bellinzone – Lugano
- 21 Bâle CFF – Olten – Lucerne – Arth-Goldau – Bellinzone – Lugano
- 51 Bienne – Delémont – Bâle CFF
- 57 Genève-Aéroport – Genève-Cornavin – Nyon – Gland – Morges – Yverdon-les-Bains – Neuchâtel
- 36 Bâle CFF – Brugg – Gare centrale de Zurich – Zurich Aéroport

## Baptêmes
Les trains RABDe 500 portent des noms de personnalités suisses éminentes, sauf un (le 500 022) qui porte le nom de Expo.02, en référence à l’exposition nationale homonyme, et qui était utilisé pour cette destination. Ce train est également dédié à Hermann Hesse et Carl Spitteler.
- 500 000-5 : Le Corbusier
- 500 001-3 : Jean Piaget
- 500 002-1 : Annemarie Schwarzenbach
- 500 003-9 : Germaine de Staël
- 500 004-7 : Mani Matter
- 500 005-4 : Heinrich Pestalozzi
- 500 006-2 : Johanna Spyri
- 500 007-0 : Albert Einstein
- 500 008-8 : Vincenzo Vela
- 500 009-6 : Friedrich Dürrenmatt
- 500 010-4 : Robert Walser
- 500 011-2 : Blaise Cendrars
- 500 012-0 : Jean Rudolf von Salis
- 500 013-8 : Denis de Rougemont
- 500 014-6 : Max Frisch
- 500 015-3 : Jean-Jacques Rousseau
- 500 016-1 : Alice Rivaz
- 500 017-9 : Willi Ritschard
- 500 018-7 : Adolf Wölfli
- 500 019-5 : Friedrich Glauser
- 500 020-3 : Jeanne Hersch
- 500 021-1 : Jeremias Gotthelf
- 500 022-9 : Expo.02
- 500 023-7 : Charles-Ferdinand Ramuz
- 500 024-5 : Ernest de Stockalper
- 500 025-2 : Xavier Stockmar
- 500 026-0 : Alfred Escher
- 500 027-8 : Henry Dunant
- 500 028-6 : Francesco Borromini
- 500 029-4 : Eduard Spelterini
- 500 030-2 : Louis Chevrolet
- 500 031-0 : Louis Favre
- 500 032-8 : Henri Dufaux
- 500 033-6 : Gallus Jakob Baumgartner
- 500 034-4 : Gustav Wenk
- 500 035-1 : Niklaus Riggenbach
- 500 036-9 : Minister Kern
- 500 037-7 : Grock
- 500 038-5 : Arthur Honegger
- 500 039-3 : Auguste & Jacques Piccard
- 500 040-1 : Graf Zeppelin
- 500 041-9 : William Barbey
- 500 042-7 : Steivan Brunies
- 500 043-5 : Harald Szeemann

Entre le 15 février 2010 et avril 2012, la rame Grock (500 037) arborait une couleur spéciale « Clown » sur ses deux faces à l’occasion du monde du cirque de Genève 2010.

## Particularités
La mise en service officielle de la RABDe 500 a eu du retard causé par des problèmes d’approvisionnements d’un des sous-traitants. Néanmoins, le matériel roulant était entièrement prêt pour l’Expo 02 qui lui a servi de vitrine technologique.
En août 2001, une rame ICN perd en pleine voie des pièces de la timonerie de guidage du bogie. Cet événement poussera les CFF à retirer du service commercial la totalité des trains ICN alors en service, soit vingt-deux rames, et à les vérifier en atelier. Sur 54 600 vis de fixation, on en trouvera 69 insuffisamment serrées.
Une image du RABDe 500 apparait furtivement dans le générique de la sitcom américaine The Big Bang Theory.

## Rénovation
De 2013 à 2019, les CFF remettent en état leurs 44 rames ICN dans les ateliers d'Yverdon-les-Bains. Après rénovation, ces trains pourront circuler pendant encore 12 ans. Le programme porte avant tout sur la révision des composants techniques (moteurs de traction, portes...) mais également certains détails comme la peinture et le revêtement des sièges. Les rames rénovées se distinguent des autres par le logo des CFF implanté au milieu du nez de la rame.